# ماساهیکو ساواگوچی
ماساهیکو ساواگوچی (انگلیسی: Masahiko Sawaguchi؛ زادهٔ ۲۲ ژوئیهٔ ۱۹۸۵) بازیکن فوتبال اهل ژاپن است.